# Сломан, Джон
Джон Э́нтони Дэ́вид Сло́ман (англ. John Anthony David Sloman; род. 26 апреля 1957, Кардифф) — британский рок-музыкант, получивший наибольшую известность, как вокалист рок-группы Uriah Heep (1979—1981 годы).

## Биография
Уроженец Кардиффа и старший сын в семье с шестью детьми, Джон Энтони Дэвид Сломан появился на свет 26 апреля 1957 года.
Свою музыкальную карьеру он начал в местной группе Trapper, но реальная известность пришла к нему, когда вокалист присоединился к Lone Star. Джон спел на альбоме Firing On All Six, выступил с командой на фестивале в Рединге и провел с ней пару туров, но потом коллектив стал испытывать трудности. Lone Star распались до того, как вышел их третий альбом, так как гитарист Пол Чепмен ушел, чтобы занять место Майкла Шенкера в UFO. Четыре песни из трансляции BBC со Сломаном, записанной 29 сентября 1977 года в колледже Queen Mary, были выпущены в 1994 году в рамках BBC Radio One Live in Concert.
Сломан и барабанщик Lone Star Дикси Ли вместе с басистом Trapper Пино Паладино объединили свои силы в канадском коллективе Pulsar с клавишником Греггом Декертом и бывшим гитаристом Ian Thomas Band Дэйвом Купером. Этот союз оказался недолговечным, так как в 1979 году Сломану позвонили из лагеря Uriah Heep, чтобы тот сменил Джона Лоутона. Сломан записал с группой альбом Conquest, но ушел в 1981 году, сославшись на «музыкальные разногласия». 
В 1981-м Джон отметился в качестве клавишника на пластинке UFO The Wild, The Willing And The Innocent, после чего сформировал проект John Sloman's Badlands, но не смог заключить контракт на запись. В Badlands участвовали бывший барабанщик Trapper Джон Манро, Нил Мюррей из Whitesnake на басу, Грэм Плит на клавишных и гитарист Джон Сайкс (котторый позже присоединился к Thin Lizzy, а затем воссоединился с Мюрреем в Whitesnake). Сломан и Мюррей присоединились к группе Гэри Мура, результатом чего стал альбом Rockin 'Every Night: Live in Japan.
В 1989-м году Сломан решил поработать самостоятельно и записал сольный альбом Disappearances Can Be Deceptive. Оригинальные сессии курировал Тодд Рандгрен, но лейбл забраковал материал и заставил переделывать его, выделив в помощь Саймона Хэннхарта. В нем приняли участие бывшие товарищи по группам Trapper и Pulsar Пино Паладино, Джон Манро и Грегг Декерт (который также играл со Сломаном в Uriah Heep), а также известный сессионный гитарист Алан Мерфи. Изданный с большой задержкой только в 1989 году, альбом представлял собой типичный для 80-х поп-рок и не вызвал какого-либо интереса у публики.
90-е музыкант потратил на разные малоизвестные проекты типа Souls Unknown и The Beat Poets, в которых его зачастую сопровождали бывшие партнеры по Trapper и Lone Star. Многие из его вещей того периода остались неопубликованными, однако композиция «Jammin' With Jesus» заинтересовала таких именитых музыкантов как Джефф Бек и Стив Люкатер, и последний сделал на неё кавер.
На рубеже тысячелетий Сломан выпустил еще три сольных альбома: Dark Matter (2003), 13 Storeys (2006) — акустический альбом, на котором ему приписывают исполнение всего, от виолончели до фисгармонии, и так же акустический Reclamation (2010). Возвращение к классическому року состоялось в 2016-м на альбоме Don't Try This At Home, который многие обозреватели справедливо посчитали лучшим в дискографии артиста. Обретя второе дыхание и найдя наконец свою нишу, Сломан стал активнее заниматься свежим материалом и с интервалом в год выпустил еще два студийных альбома: замешанный на тяжелом блюзе The Taff Trail Troubadour (2017) и более близкий к американе El Dorado (2018).
В 2003 году Сломан стал гостем у ветеранов NWOBHM Praying Mantis на альбоме The Journey Goes On, исполнив ведущие вокальные партии в трёх песнях: «Tonight», «Beast Within» и «The Voice». Он также упоминается в саундтреке к фильму «Горец: Источник» 2007 года как вокалист, исполняющий хиты Queen «Princes of the Universe» и «Who Wants to Live Forever», а также «The Sun Is Gonna Shine» дуэтом с Тамасином Харди.

## Дискография

### Сольные альбомы
- Disappearances Can Be Deceptive... (1989)
- Dark Matter (2003)
- 13 Storeys (2006)
- Reclamation (2010)
- Don't Try This at Home (2016)
- The Taff Trail Troubadour (2017)
- El Dorado (2018)
- Metamorph (2019)
- Two Rivers (2022)
- The Missing Link - The Solo Anthology (выход планируется в конце 2022 года)

### Lone Star
- Firing on All Six (1977)
- BBC Radio One Live in Concert (1994)

### Uriah Heep
- Conquest (1980)

### UFO
- The Wild, the Willing and the Innocent (1981)

### Гэри Мур
- Corridors of Power (1982) (исполнил бэк-вокал)
- Rockin' Every Night: Live in Japan (1983)

### Сессионно и как гость
- Lloyd Cole and the Commotions – Mainstream (1987)
- Brother Beyond – Trust (1989)
- Эдди Кларк – It Ain't Over till It's Over (1994)
- Praying Mantis – The Journey Goes On (2003)